# Yu-Gi-Oh! Bonds Beyond Time
Yu-Gi-Oh! Bonds Beyond Time (japanisch 10thアニバーサリー 劇場版 遊☆戯☆王 〜超融合!時空を越えた絆〜, Tensu Anibāsarī Gekijōban Yū-Gi-Ō!: Chō-Yūgō! Toki o Koeta Kizuna) ist der dritte Kinofilm zur Manga- und Animeserie Yu-Gi-Oh! aus dem Jahr 2010.

## Inhalt
Yusei Fudos Karte „Sternenstaubdrache“ wird von einem mysteriösen Duellanten namens Paradox gestohlen. Zudem will Paradox den Erfinder von Duel Monsters, Maximillian Pegasus, töten. Yusei reist in die Vergangenheit, um mit Jaden Yuki und Yugi Muto gemeinsam gegen Paradox anzutreten und seine Karte zurückzuholen. Das Team muss den Mord von Pegasus verhindern.

## Produktion
Der Film entstand bei Studio Gallop unter der Regie von Kenichi Takeshita. Das Drehbuch schrieb Shin Yoshida. Das Charakterdesign entwarf Takahiro Kagami. Die Musik komponierten Yutaka Minobe und Wall 5 Project.

## Veröffentlichung
Der Film kam zuerst am 23. Januar 2010 in 3D in den japanischen Kinos und danach wurde es von 4kids lizenziert und wurde im Frühjahr 2011 in den amerikanischen Kinos unter dem Titel Yu-Gi-Oh! 3D Bonds Beyond Time gezeigt. Im Frühjahr 2011 sollte er in Deutschland gezeigt werden, da 4kids aber im März 2011 die Rechte an Yu-Gi-Oh! verloren hat, ist eine Veröffentlichung außerhalb von Amerika nicht möglich gewesen. Im August 2018 gab der Publisher KSM Anime bekannt, den Film Mitte 2019 auf Deutsch zu veröffentlichen. Der Film erschien am 27. Juni 2019 im Bundle zusammen mit dem ersten Film in einem FuturePak, jedoch vorerst exklusiv im Anime-Planet-Shop. Das Bundle ist am 26. September 2019 in einer Auflage von 1000 Stück im Handel erschienen.

## Synchronisation
| Rollenname                                | Japanischer Sprecher (Seiyū) | Deutscher Sprecher |
| ----------------------------------------- | ---------------------------- | ------------------ |
| Yūgi Mutō                                 | Shunsuke Kazama              | Konrad Bösherz     |
| Atemu / Yami Yūgi                         | Shunsuke Kazama              | Sebastian Schulz   |
| Yusei Fudo                                | Yuya Miyashita               | Wanja Gerick       |
| Judai Yuki / Jaden Yuki                   | Ken'ichirō Ōhashi            | Julius Jellinek    |
| Jack Atlas                                | Takanori Hoshino             | Sandro Blümel      |
| Crow Hogan                                | Shintarō Asanuma             | Dirk Petrick       |
| Paradox                                   | Atsushi Tamura               | Stefan Gossler     |
| Pegasus J. Crawford / Maximillion Pegasus | Jiro Takasuki                | Till Hagen         |
| Aki Izayoi / Akiza Izinski                | Ayumi Kinoshita              | Victoria Frenz     |
| Sugoroku Mutō / Solomon Muto              | Tadashi Miyazawa             | André Beyer        |
| Yubel                                     | Hidomi Tsuru                 | Julia Koberstein   |
| Schwarzer Magier                          | Kazunari Kojima              | Björn Bonn         |
| Schwarzes Magier-Mädchen                  | Yuki Nakao                   | Giuliana Jakobeit  |